# Ченгурак
Ченгурак (Вугум) — река в России, протекает по Тевризскому району Омской области (Тевризский район). Устье реки находится в 30 км по левому берегу реки Ава. Длина реки составляет 15 км.

## Данные водного реестра
По данным государственного водного реестра России относится к Иртышскому бассейновому округу, водохозяйственный участок реки — Иртыш от впадения реки Омь до впадения реки Ишим, без реки Оша, речной подбассейн реки — бассейны притоков Иртыша до впадения Ишима. Речной бассейн реки — Иртыш.